# Благин, Николай Павлович
Николай Павлович Благи́н (7 октября 1899, Витебск - 18 мая 1935, Москва) — советский лётчик-испытатель. Погиб в АНТ-20 при столкновении над Москвой.

## Биография
Родился в Витебске в семье военного топографа, впоследствии подполковника, Петра Анисимовича Благина́.
Получил хорошее образование — реальное училище, затем кадетский корпус. С 1918 года в РККА. C 1920 года — в лётных училищах и частях.
В 1918 году вступил в РКП(б), но в 1922 году из-за дворянского происхождения не прошел партийную чистку.
С 1932 года Благин — лётчик-испытатель ЦАГИ. Испытывал АНТ-29, БИЧ-7А, И-5, АНТ-40, другие самолёты, а также системы реактивных ускорителей для ТБ-1 и И-4.
Жена — Клавдия Васильевна Благина (урожденная Ма́шина) (1904 — 1992), актриса Камерного театра,Московского областного ТЮЗа, многолетний руководитель Студии художественного слова МГУ.

### Гибель
18 мая 1935 года Благин на истребителе И-5 сопровождал демонстрационный и одновременно приёмо-сдаточный полёт АНТ-20. «Максим Горький» пилотировали Н. С. Журов (командир корабля, пилот КБ Туполева) и И. В. Михеев (пилот агитационной эскадрильи). Все предыдущие полёты выполнял М. М. Громов, с 30 апреля лежавший в госпитале. На борту, кроме экипажа в 11 человек, находилось 38 пассажиров, большинство — работники ЦАГИ и их дети. Второй самолёт сопровождения, Р-5, пилотируемый В. В. Рыбушкиным, нёс кинооператора, запечатлевшего полёт и катастрофу). По официальной версии (сообщение ТАСС):
Несмотря на категорическое запрещение делать какие-то ни было фигуры высшего пилотажа во время сопровождения самолёта, летчик Благин нарушил этот приказ и стал делать фигуры высшего пилотажа в непосредственной близи от самолёта «Максим Горький» на высоте 700 м. При выходе из мертвой петли летчик Благин своим самолётом ударил в крыло самолёта «Максим Горький». Самолёт «Максим Горький» вследствие полученных повреждений от удара тренировочного самолёта стал разрушаться в воздухе, перешел в пике и отдельными частями упал на землю в поселке «Сокол», в районе аэропорта. При столкновении в воздухе также погиб летчик Благин, пилотировавший тренировочный самолёт.
«Правда» от 21 мая 1935 года передала мнение Громова о Благине: «Мой ученик Благин представлял тип неорганизованного человека. Правда, он в последнее время как будто подтянулся, но вредные привычки у него все же прорывались. Я говорю об его ухарстве, безобразничаньи в воздухе». В своих послевоенных мемуарах Громов утверждал, что Благин — единственный виновник катастрофы.
Несмотря на все обвинения, Благин был похоронен на Новодевичьем кладбище вместе с погибшими на АНТ-20.
Вскоре после катастрофы в европейских газетах было опубликовано антисоветское «предсмертное письмо» Благина: «Братья и сестры! Завтра я поведу свою крылатую машину и протараню самолёт, который носит имя негодяя Максима Горького»; по современным оценкам, эта публикация — фальшивка. В 2010 году была рассекречена докладная записка с результатами расследования, проведенного сотрудниками НКВД в 1935 году. Из неё следует, что при допросе всех причастных к организации полета выяснилось, что незадолго до взлета с летчиками встретились сотрудники кинофабрики военно-учебных фильмов, отвечавшие за съемку полёта, которые, с согласия высшего руководства Военно-воздушных сил, попросили выполнить элементы высшего пилотажа. Однако результаты этого расследования были скрыты, чтобы не компрометировать руководство ВВС страны.